# 科爾恰基夫卡
51°5′28″N 34°53′35″E / 51.09111°N 34.89306°E
科爾恰基夫卡（烏克蘭語：Корчаківка）是位於烏克蘭東北部的村莊，由蘇梅州蘇梅區的尤納基夫卡市鎮負責管轄。該村處於奧萊什尼亞河右岸，海拔高度215米，2001年該村落人口293。